# Football The
Football The är en bergstopp i Antarktis. Den ligger i Östantarktis. Nya Zeeland gör anspråk på området. Toppen på Football The är 518 meter över havet.
Terrängen runt Football The är varierad, och sluttar söderut.  Trakten är obefolkad. Det finns inga samhällen i närheten. 